# Sebastiania
Sebastiania é um género botânico pertencente à família Euphorbiaceae.

## Sinonímia
| - Clonostachys Klotzsch - Cnemidostachys Mart. - Elachocroton F.Muell. - Gussonia Spreng. | - Microstachys A.Juss. - Sarothrostachys Klotzsch - Tragiopsis H.Karst. |

## Espécies
O gênero Sebastiania possui 72 espécies reconhecidas atualmente.
- Sebastiania adenophora Pax & K.Hoffm.
- Sebastiania ampla (I.M.Johnst.) Jabl.
- Sebastiania appendiculata (Müll.Arg.) Jabl.
- Sebastiania argutidens Pax & K.Hoffm.
- Sebastiania bahiensis (Müll.Arg.) Müll.Arg.
- Sebastiania bicalcarata (Müll.Arg.) Pax
- Sebastiania bilocularis S.Watson
- Sebastiania boliviana Rusby
- Sebastiania brasiliensis Spreng.
- Sebastiania brevifolia (Müll.Arg.) Müll.Arg.
- Sebastiania bridgesii (Müll.Arg.) Pax
- Sebastiania catingae Ule
- Sebastiania chaetodonta Müll.Arg.
- Sebastiania chahalana Lundell
- Sebastiania chiapensis Lundell
- Sebastiania commersoniana (Baill.) L.B.Sm. & Downs
- Sebastiania confusa Lundell
- Sebastiania cornuta McVaugh
- Sebastiania cruenta (Standl. & Steyerm.) Miranda
- Sebastiania daphniphylla (Baill.) Müll.Arg.
- Sebastiania dimorphocalyx Müll.Arg.
- Sebastiania echinocarpa Müll.Arg.
- Sebastiania edwalliana Pax & K.Hoffm.
- Sebastiania eglandulata (Vell.) Pax
- Sebastiania glabrescens Pax & K.Hoffm.
- Sebastiania gracilis Pax & K.Hoffm.
- Sebastiania granatensis (Müll.Arg.) Müll.Arg.
- Sebastiania haploclada Briq.
- Sebastiania heteroica Müll.Arg.
- Sebastiania hexaptera Urb.
- Sebastiania hintonii Lundell
- Sebastiania huallagensis Croizat
- Sebastiania jacobinensis (Müll.Arg.) Müll.Arg.
- Sebastiania jaliscensis McVaugh
- Sebastiania larensis Croizat & Tamayo
- Sebastiania laureola (Baill.) Müll.Arg.
- Sebastiania leptopoda Lundell
- Sebastiania longispicata Pax & K.Hoffm.
- Sebastiania lottiae McVaugh
- Sebastiania macrocarpa Müll.Arg.
- Sebastiania membranifolia Müll.Arg.
- Sebastiania mosenii Pax & K.Hoffm.
- Sebastiania obtusifolia Pax & K.Hoffm.
- Sebastiania pachyphylla Pax & K.Hoffm.
- Sebastiania pachystachya (Klotzsch) Müll.Arg.
- Sebastiania pavoniana (Müll.Arg.) Müll.Arg.
- Sebastiania potamophila (Müll.Arg.) Pax
- Sebastiania pteroclada (Müll.Arg.) Müll.Arg.
- Sebastiania pubescens Pax & K.Hoffm.
- Sebastiania pubiflora Lundell
- Sebastiania pusilla Croizat
- Sebastiania ramulosa Pax & K.Hoffm.
- Sebastiania rhombifolia Müll.Arg.
- Sebastiania riedelii Müll.Arg.
- Sebastiania rigida (Müll.Arg.) Müll.Arg.
- Sebastiania riparia Schrad.
- Sebastiania rotundifolia Pax & K.Hoffm.
- Sebastiania rupicola Pax & K.Hoffm.
- Sebastiania sarmentosa M.E.Jones
- Sebastiania schottiana (Müll.Arg.) Müll.Arg.
- Sebastiania serrata (Baill. ex Müll.Arg.) Müll.Arg.
- Sebastiania subsessilis (Müll.Arg.) Pax
- Sebastiania subulata (Müll.Arg.) Pax
- Sebastiania tikalana Lundell
- Sebastiania trichogyne Pax & K.Hoffm.
- Sebastiania trinervia (Müll.Arg.) Müll.Arg.
- Sebastiania tuerckheimiana (Pax & K.Hoffm.) Lundell
- Sebastiania venezolana Pax & K.Hoffm.
- Sebastiania vestita Müll.Arg.
- Sebastiania warmingii (Müll.Arg.) Pax
- Sebastiania weddelliana (Baill.) Müll.Arg.
- Sebastiania ypanemensis (Müll.Arg.) Müll.Arg.

## Nome e referências
Sebastiania Spreng.